# Epispadie
Als Epispadie (von altgriechisch ἐπί „darüber“, σπαδόν: „Spalte“) oder auch obere Harnröhrenspaltung (Fissura urethrae superior) bezeichnet man eine angeborene Fehlbildung, bei der die Harnröhre an der Oberseite des Penis mündet. Das Gegenteil, die Mündung der Harnröhre auf der Unterseite des Penis wird als Hypospadie bezeichnet.

## Ursache
Ursächlich ist eine Entwicklungsstörung der Kloake (Biologie). Diese ist dabei geringer ausgeprägt als bei der Blasenekstrophie.

## Befund und Diagnose

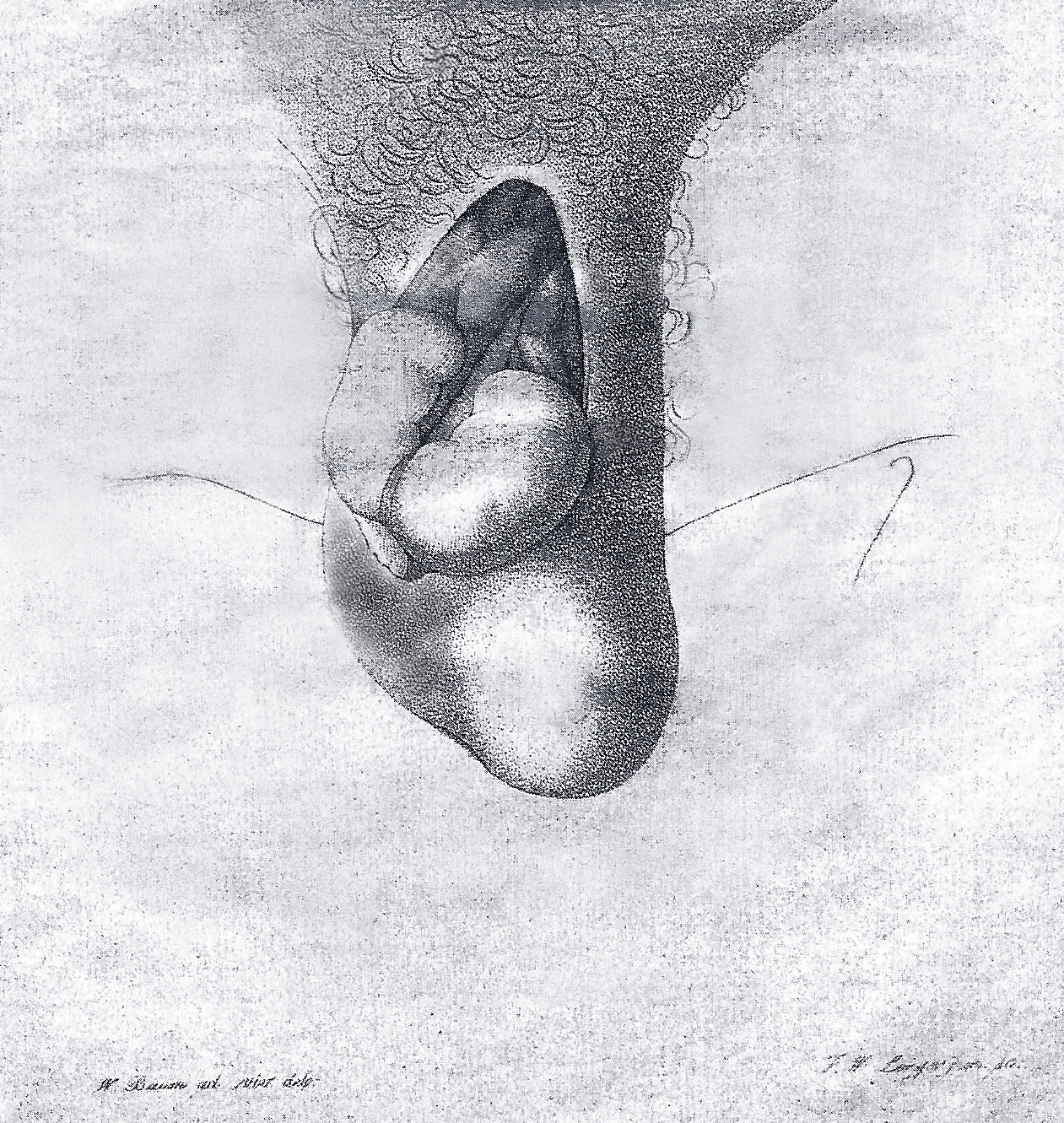
Baums Zeichnung in seiner Dissertation

Wilhelm Baum schrieb seine Doktorarbeit (1822) über zwei Epispadie-Fälle aus Göttingen und Berlin. Die Epispadie lässt sich mit bloßem Auge erkennen, sie ist eine sogenannte „Blickdiagnose“. Je nach Lage der Harnröhrenöffnung lässt sich das Krankheitsbild graduell einteilen. Zu diesem Zweck werden die Attribute
- glandis (Harnröhrenmündung auf der Glans penis, jedoch dorsal des loco typico)
- coronaria (in der Corona glandis)
- penis (am Penisschaft)
- pubis (oberhalb der Peniswurzel)
- totalis (offene Blase – siehe auch Blasenekstrophie)

verwendet.
Auch andere Anomalien wie die Dorsalkurvatur des Penis oder eine dorsal gespaltene Vorhaut können mit einer Epispadie assoziiert auftreten. Mit einer Epispadia pubis ist typischerweise auch eine Harninkontinenz verbunden, weil auch der Blasenschließmuskel (und ggf. auch die Symphyse) nicht zusammengewachsen, also gespalten sind.
Beim Vorliegen einer Epispadie werden ergänzend diagnostisch Sonographie und Ausscheidungsurogramm als Basisdiagnostik empfohlen.

## Krankheitswert
In der Regel stehen hier, im Gegensatz zur Hypospadie weniger die kosmetischen Aspekte im Vordergrund, sondern eher die funktionellen wie Inkontinenz (bei hochgradigen), Schmerzen bei der Erektion und eine Impotentia coeundi aufgrund einer Verkürzung der pars pendulans des Penis. Auch psychische Störungen sind oft damit verbunden.

## Therapie
Zur Korrektur der Fehlbildung sind operative Penis- und Harnröhrenplastiken im 1.–4. Lebensjahr möglich. Im Falle einer Inkontinenz wird im 3. Lebensjahr eine Rekonstruktion des Schließmuskels der Harnblase versucht; ist dies erfolglos, so bedarf es anderer Formen der Harnableitung.